# Leichtathletik-Weltmeisterschaften 2015/Teilnehmer (Algerien)
| Gelbes Symbol für Goldmedaillen mit stilisierten Olympischen Ringen | Graues Symbol für Silbermedaillen mit stilisierten Olympischen Ringen | Braundes Symbol für Bronzemedaillen mit stilisierten Olympischen Ringen |
| ------------------------------------------------------------------- | --------------------------------------------------------------------- | ----------------------------------------------------------------------- |
| —                                                                   | —                                                                     | —                                                                       |

Der Leichtathletikverband Algeriens nominierte 14 Athleten für die Leichtathletik-Weltmeisterschaften 2015 in der chinesischen Hauptstadt Peking.

## Ergebnisse

### Männer

#### Laufdisziplinen
| Athlet              | Disziplin        | Vorlauf     | Vorlauf | Halbfinale         | Halbfinale         | Finale             | Finale             |
| Athlet              | Disziplin        | Zeit        | Platz   | Zeit               | Platz              | Zeit               | Platz              |
| ------------------- | ---------------- | ----------- | ------- | ------------------ | ------------------ | ------------------ | ------------------ |
| Khalid Benmahdi     | 800 m            | 1:49,61 min | 40      | nicht qualifiziert | nicht qualifiziert | nicht qualifiziert | nicht qualifiziert |
| Yassine Hathat      | 800 m            | Reserve     | Reserve | Reserve            | Reserve            | Reserve            | Reserve            |
| Yassine Hathat      | 1500 m           | 3:40,16 min | 20      | nicht qualifiziert | nicht qualifiziert | nicht qualifiziert | nicht qualifiziert |
| Taoufik Makhloufi   | 800 m            | Reserve     | Reserve | Reserve            | Reserve            | Reserve            | Reserve            |
| Taoufik Makhloufi   | 1500 m           | 3:42,72 min | 24      | 3:35,05 min        | 2                  | 3:34,76 min        | 4                  |
| Salim Keddar        | 1500 m           | 3:44,81 min | 34      | nicht qualifiziert | nicht qualifiziert | nicht qualifiziert | nicht qualifiziert |
| Hicham Bouchicha    | 3000 m Hindernis | 8:30,07 min | 12      |                    |                    | 8:33,79 min        | 14                 |
| Bilal Tabti         | 3000 m Hindernis | 8:26,99 min | 8       |                    |                    | 8:29,04 min        | 13                 |
| Abdelhamid Zerrifi  | 3000 m Hindernis | 8:51,89 min | 28      |                    |                    | nicht qualifiziert | nicht qualifiziert |
| Saber Boukemouche   | 400 m Hürden     | 51,54 s     | 38      | nicht qualifiziert | nicht qualifiziert | nicht qualifiziert | nicht qualifiziert |
| Abdelmalik Lahoulou | 400 m Hürden     | 49,33 s     | 19      | 48,87 s            | 14                 | nicht qualifiziert | nicht qualifiziert |
| Miloud Rahmani      | 400 m Hürden     | 50,21 s     | 35      | nicht qualifiziert | nicht qualifiziert | nicht qualifiziert | nicht qualifiziert |

#### Zehnkampf
| Athlet         | Disziplin | 100 m   | Weit- sprung | Kugel- stoßen | Hoch- sprung | 400 m   | 110 m Hürden | Diskus- wurf | Stabhoch- sprung | Speer- wurf | 1500 m      | Punkte | Platz |
| -------------- | --------- | ------- | ------------ | ------------- | ------------ | ------- | ------------ | ------------ | ---------------- | ----------- | ----------- | ------ | ----- |
| Larbi Bourrada | Ergebnis  | 10,83 s | 7,51 m       | 13,73 m       | 2,07 m       | 47,60 s | 14,26 s      | 41,53 m      | 4,80 m           | 63,82 m     | 4:16,61 min | 8461   | 5     |
| Larbi Bourrada | Punkte    | 899     | 937          | 712           | 868          | 929     | 641          | 696          | 849              | 795         | 835         | 8461   | 5     |

### Frauen

#### Laufdisziplinen
| Athletin        | Disziplin        | Vorlauf     | Vorlauf | Halbfinale | Halbfinale | Finale             | Finale             |
| Athletin        | Disziplin        | Zeit        | Platz   | Zeit       | Platz      | Zeit               | Platz              |
| --------------- | ---------------- | ----------- | ------- | ---------- | ---------- | ------------------ | ------------------ |
| Souad Aït Salem | Marathon         |             |         |            |            | DNF                | DNF                |
| Barkahoum Drici | Marathon         |             |         |            |            | DNF                | DNF                |
| Amina Bettiche  | 3000 m Hindernis | 9:36,10 min | 18      |            |            | nicht qualifiziert | nicht qualifiziert |